# Randal Kolo Muani
Randal Kolo Muani (n. 5 decembrie 1998, Bondy, Île-de-France, Franța) este un fotbalist francez, care joacă pe post de atacant la Juventus în Serie A, împrumutat de la Paris Saint-Germain FC. Pe plan internațional, are prezențe la națională pentru Franța.
Kolo Muani și-a început cariera profesionistă la Nantes, unde a marcat 23 de goluri în 87 de apariții la prima echipă și a câștigat Cupa Franței. În 2022, s-a alăturat clubului german Eintracht Frankfurt pe un transfer gratuit. A marcat 26 de goluri în 50 de meciuri într-un an la club, înainte de a reveni în Franța cu Paris Saint-Germain într-o afacere de 80 de milioane de euro.
Kolo Muani a făcut parte din naționala Franței sub 21 de ani și echipa olimpică. Și-a făcut debutul cu naționala de seniori în septembrie 2022 și a fost membru al lotul Franței care a ajuns în finală la Campionatul Mondial de Fotbal 2022.

## Biografie
Randal Kolo Muani  s-a născut la 5 decembrie 1998 în Bondy, Seine-Saint-Denis, din părinți născuți în Léopoldville, Congo Belgian. Deține atât naționalitățile franceze, cât și congoleză. A dobândit cetățenia franceză la 3 septembrie 2008, prin efectul colectiv al naturalizării părinților săi.

## Titluri
Nantes
- Cupa Franței: 2021–22 [8]

Eintracht Frankfurt
- Vice-campion DFB-Pokal : 2022–23 [9]

Paris Saint-Germain
- Ligue 1: 2023–24[10]
- Cupa Franței: 2023–24[11]
- Trophee des Champions : 2023 [12]

Franța
- Vice-campion al Campionatului Mondial de Fotbal : 2022 [13]

Premii individuale
- Echipa sezonului din Bundesliga : 2022–23 [14]
- Cel mai bun marcator al DFB-Pokal : 2022-2023
- Echipa sezonului VDV Bundesliga : 2022–23 [15]
- Noul venit al sezonului VDV Bundesliga : 2022–23 [15]